# Уба (приток Малой Иши)
Уба — река в России, протекает по Чойскому району Республики Алтай. Устье реки находится в 7 км от устья Малой Иши по левому берегу. Длина реки составляет 15 км.
В 1975 году на лёд реки Уба у горы Теремок-3 высадилась спасательная команда, прибывшая для эвакуации экипажа космического корабля Союз-18-1, совершившего суборбитальный полёт.

## Данные водного реестра
По данным государственного водного реестра России относится к Верхнеобскому бассейновому округу, водохозяйственный участок реки — Катунь, речной подбассейн реки — Бия и Катунь. Речной бассейн реки — (Верхняя) Обь до впадения Иртыша.